# Guerra Civil do Djibuti
A Guerra Civil do Djibuti (também conhecida como a insurgência Afar) foi um conflito no Djibuti entre o governo da Coligação Popular para o Progresso (RPP) (predominantemente de etnia issa) e o grupo rebelde predominantemente afar, a Frente de Restauração da Unidade e Democracia (FRUD). Esta guerra civil eclodiu em novembro de 1991 como uma reação à falta de presença no governo. Afar (apesar de ser o segundo maior grupo étnico no Djibuti com 35%, atrás de clãs somalis representando cerca de 60 %).
Naquele mês, os rebeldes afares cercaram às cidades do norte de Tadjoura e Obock e capturaram todos os postos militares no norte do país.
Os combates ocorreram principalmente em áreas do norte. Em um incidente controverso, no entanto, na capital do Djibuti em 18 de dezembro de 1991, as tropas do governo moveram-se para o Distrito Afar de Arhiba na capital e abriram fogo contra multidões, pelo menos 59 pessoas foram mortas. Em fevereiro de 1992, alguns soldados franceses foram mobilizados para o norte para ajudar as forças do governo. Além disso, a França tentou uma mediação entre o governo e a FRUD, mas as negociações de paz em novembro de 1992, fracassaram, como as que ocorreram em maio de 1993.
O governo lançou uma ofensiva em 5 de julho de 1993, que reconquistou grande parte do território controlado pelos rebeldes. Este novos combates, no entanto, levaram milhares a fugir para a vizinha Etiópia.
Uma facção moderada da FRUD assinou um acordo de paz com o governo em 26 de dezembro de 1994, terminando efetivamente o conflito, apesar de uma facção radical continuar uma pequena resistência armada, acabou por assinar o seu próprio acordo de paz em 2001. Dois membros da FRUD tornaram-se membros do governo, e nas eleições presidenciais de 1999, o FRUD fez campanha em apoio ao RPP.